# Carcharhinus sorrah
Carcharhinus sorrah – gatunek rekina z rodziny żarłaczowatych (Carcharhinidae). Występuje w tropikalnych wodach Oceanu Indyjskiego i południowo-zachodniego Oceanu Spokojnego, od wschodnich wybrzeży Afryki po Wyspy Cooka. Zamieszkuje płytkie przybrzeżne wody, do głębokości zazwyczaj około 20–50 m, w tym wody wokół raf koralowych. Posiada wrzecionowaty korpus, wydłużoną głowę z V-kształtnym otworem gębowym oraz długą, heterocerkiczną płetwę ogonową z wolnym fałdem skórnym na końcu jej górnego łuku. Dorosłe osobniki osiągają maksymalnie 170 cm długości przy masie ciała około 30 kg.
Głównym pożywieniem tego rekina są małe ryby kostnoszkieletowe, rzadziej poluje na głowonogi, skorupiaki i ryby chrzęstnoszkieletowe. Wśród licznych pasożytów C. sorrah wyróżnia się tasiemce, przywry i widłonogi. Podobnie jak inne żarłaczowate, jest żyworodny. Samica po trwającej 10 miesięcy ciąży rodzi zazwyczaj od 1 do 6 młodych, które mają długość około 40–50 cm. Zagrożeniami dla tego rekina są głównie zanieczyszczanie i degradacja naturalnych siedlisk oraz komercyjne rybołówstwo. Międzynarodowa Unia Ochrony Przyrody (IUCN) uznała, że jest to gatunek bliski zagrożenia (NT).

## Taksonomia i filogenetyka
Gatunek ten został opisany naukowo w 1839 pod nazwą Carcharias sorrah przez Achille Valenciennesa. Opis ukazał się w pracy Systematische Beschreibung der Plagiostomen Müllera i Henlego, którzy są przez wielu taksonomów uznawani za autorów nazwy taksonu. Z wcześniejszego okresu (z 1822 roku) pochodzi nazwa Squalus spallanzanii, przypisywana temu gatunkowi rekina. Jej autorami są Peron i Lesueur, którzy użyli takiej nazwy na ilustracji, ale sporządzony przez nich opis naukowy nie został zaakceptowany przez taksonomów, a nazwę Squalus spallanzanii uznano za synonim.
Brak danych o holotypie. Lektotypem jest okaz oznaczony symbolem RMNH 4294, a paralektotypy to MNHN 0000-1131 i MNHN 0000-1132 – jednym z nich był młody samiec mierzący 93,7 cm, wyłowiony w 1829 w wodach u wybrzeży północnego Madagaskaru, przechowywany obecnie w Museo Nacional de Historia Natural w Montevideo (Urugwaj).
Późniejsi autorzy przenieśli ten gatunek do rodzaju Carcharhinus.
W opublikowanej w 1982 roku pracy z zakresu badań filogenetycznych żarłaczowatych przeprowadzanych na podstawie cech morfologicznych Jack Garrick za najbliższego krewnego C. sorrah uznał żarłacza jedwabistego (C. falciformis), z którym tworzyć miał wspólny klad. W 1988 roku Leonard Compagno, opierając się na badaniach fenetycznych, umieścił C. sorrah w grupie razem z C. bornensis, C. dussumeri, C. fitzroyensis, C. hemiodon, C. macloti, C. porosus i C. sealei. Analiza filogenetyczna na podstawie danych allozymowych, opublikowanych przez Gavina Naylora w 1992 roku, wskazuje, że gatunek ten jest taksonem siostrzanym do kladu, który tworzą żarłacz miedziany (C. brachyurus) i C. brevipinna. W 2012 roku Tillett i inni za jego najbliższych krewnych uznali C. fitzeroyensis i C. amboinensis.

## Występowanie i środowisko

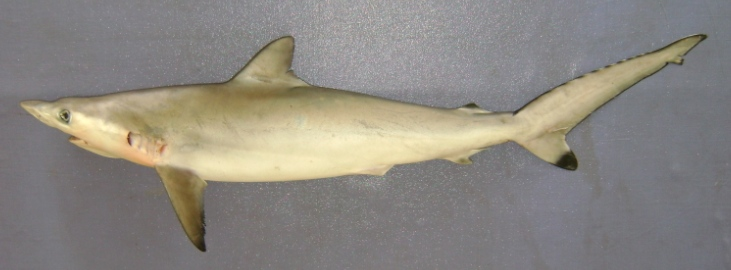
Wyłowiony młody okaz C. sorrah w Karaczi, Pakistan.

Carcharhinus sorrah zamieszkuje tropikalne wody Oceanu Indyjskiego i południowo-zachodniego Oceanu Spokojnego. Na zachodzie spotykany jest u wschodnich wybrzeży Afryki, od północnych krańców Południowej Afryki na południu po Dżibuti na północy, w Morzu Czerwonym, Zatoce Adeńskiej, Zatoce Perskiej, Zatoce Omańskiej, w wodach wokół Madagaskaru, Wysp Sokotra i Archipelagu Czagos, na Komorach, Seszelach, Maskarenach i Amirantach. Na północy zamieszkuje wybrzeża Iranu, Pakistanu, Indii (od Mumbaju po Kolkatę), Morze Arabskie, Zatokę Bengalską oraz wody wokół Lakszadiwów, Malediwów, Andamanów, Nikobarów oraz Sri Lanki. Na wschodnich obszarach Oceanu Indyjskiego rozpowszechniony jest w Morzu Andamańskim, Morzu Południowochińskim, Morzu Wschodniochińskim, na południowych krańcach Morza Żółtego oraz indonezyjskich morzach: Celebes, Banda, Arafura, Jawajskim, Flores, Timor, Seram i Sulu. U wybrzeży Australii spotyka się go na całej północy, od Perth na zachodzie po Brisbane na wschodzie. W wodach Oceanu Spokojnego zamieszkuje wody oblewające Wyspy Vanuatu, Palau, Salomona, Fidżi, Gilberta, Lagunowe, Cooka, Marshalla, Mikronezję, wybrzeża Nowej Kaledonii oraz wody Morza Koralowego i Morza Filipińskiego. Porównanie neutralnych markerów genetycznych (region kontrolny mtDNA, mikrosatelity) wykazało istnienie różnic genetycznych pomiędzy populacjami zasiedlającymi wody północnoaustralijskie i indonezyjskie.
Podobnie jak inne rekiny z rodzaju Carcharhinus preferuje płytkie przybrzeżne wody szelfów kontynentalnych, do głębokości 140 m (zwykle 20–50 m). Jest widywany w okolicach zewnętrznych krawędzi raf koralowych i w miejscach o piaszczystym dnie. Najczęściej spotyka się go w toni wodnej lub przy powierzchni, rzadziej przy dnie. Występuje maksymalnie do 50 km od brzegu, choć obserwowano też pojedyncze osobniki pływające na otwartych wodach ponad 1100 km od najbliższego lądu.

## Cechy morfologiczne
Rekin ten posiada typowy dla rodzaju Carcharhinus wydłużony, wrzecionowaty korpus z długim, wąskim, ostro zakończonym pyskiem. Na końcach małych, podłużnych nozdrzy występują niewielkie trójkątne płaty skórne. Wąski otwór gębowy w kształcie litery V wyposażony jest w kilkanaście rzędów ostrych zębów w szczęce i żuchwie. Górne zęby mają kształt trójkątów, zakrzywionych w kierunku zewnętrznej krawędzi szczęk, o ząbkowanych wewnętrznych krawędziach, dolne zaś są mniejsze i węższe, posiadają ostre równe krawędzie, wewnętrzną chropowatą powierzchnię i stosunkowo szeroką podstawę. W razie utraty zęba na wolne miejsce przesuwa się kolejny z następnego rzędu.
Duże oczy wyposażone są w fałdy półksiężycowate spojówek (ochraniające migotkę). Nad nimi znajdują się małe owalne tryskawki. C. sorrah ma małe, lekkie szczeliny skrzelowe o końcach zagiętych ku tyłowi.
Szeroka pierwsza płetwa grzbietowa jest stosunkowo niska, w kształcie lekko zagiętego ku tyłowi sierpa. Posiada tylną końcówkę długą i wolną. Podstawa płetwy grzbietowej leży za tylnymi krawędziami płetw piersiowych. Wyciągnięta mocno ku tyłowi druga płetwa grzbietowa ma romboidalny kształt i wąską podstawę. Umiejscowiona jest nieco za przednią krawędzią płetwy odbytowej. Pomiędzy płetwami grzbietowymi występuje międzygrzbietowy łuk. Równe płetwy piersiowe są krótkie, ale za to stosunkowo szerokie, w kształcie trójkątów o prostej dystalnej krawędzi. Płetwy brzuszne są mniejsze od płetwy odbytowej. U samców część płetw brzusznych przekształca się w narząd kopulacyjny zwany pterygopodium. Płetwa odbytowa ma charakterystyczny kształt mocno zagiętego zaokrąglonego na końcu sierpa z długą ostrą wolną dalszą końcówką. Na końcu ogona ryba posiada dużą szeroką heterocerkiczną płetwę ogonową. Jej dolny łuk jest kilkukrotnie krótszy od górnego, na którego końcu mieści się szeroki, wydłużony fałd skórny poprzedzony wąskim księżycowatym wcięciem. Skórę pokrywają romboidalne połyskujące łuski plakoidalne zwane "skórnymi zębami". Grzbiet rekina cechuje się ciemnym ubarwieniem, niekiedy koloru grafitowego lub brunatnego. Spód, boki oraz płetwy (z wyjątkiem pierwszej płetwy grzbietowej) są jaśniejsze, barwy srebrnej lub białej. Na końcach drugiej płetwy grzbietowej, płetw piersiowych i dolnego łuku płetwy ogonowej widoczne są czarne plamy. Samica jest zazwyczaj nieco większa od samca (przeciętnie 1,8 raza). Rekin ten osiąga zazwyczaj 150-160 cm (maksymalnie 170 cm) długości przy masie 28–32 kg.

## Ekologia i zachowanie

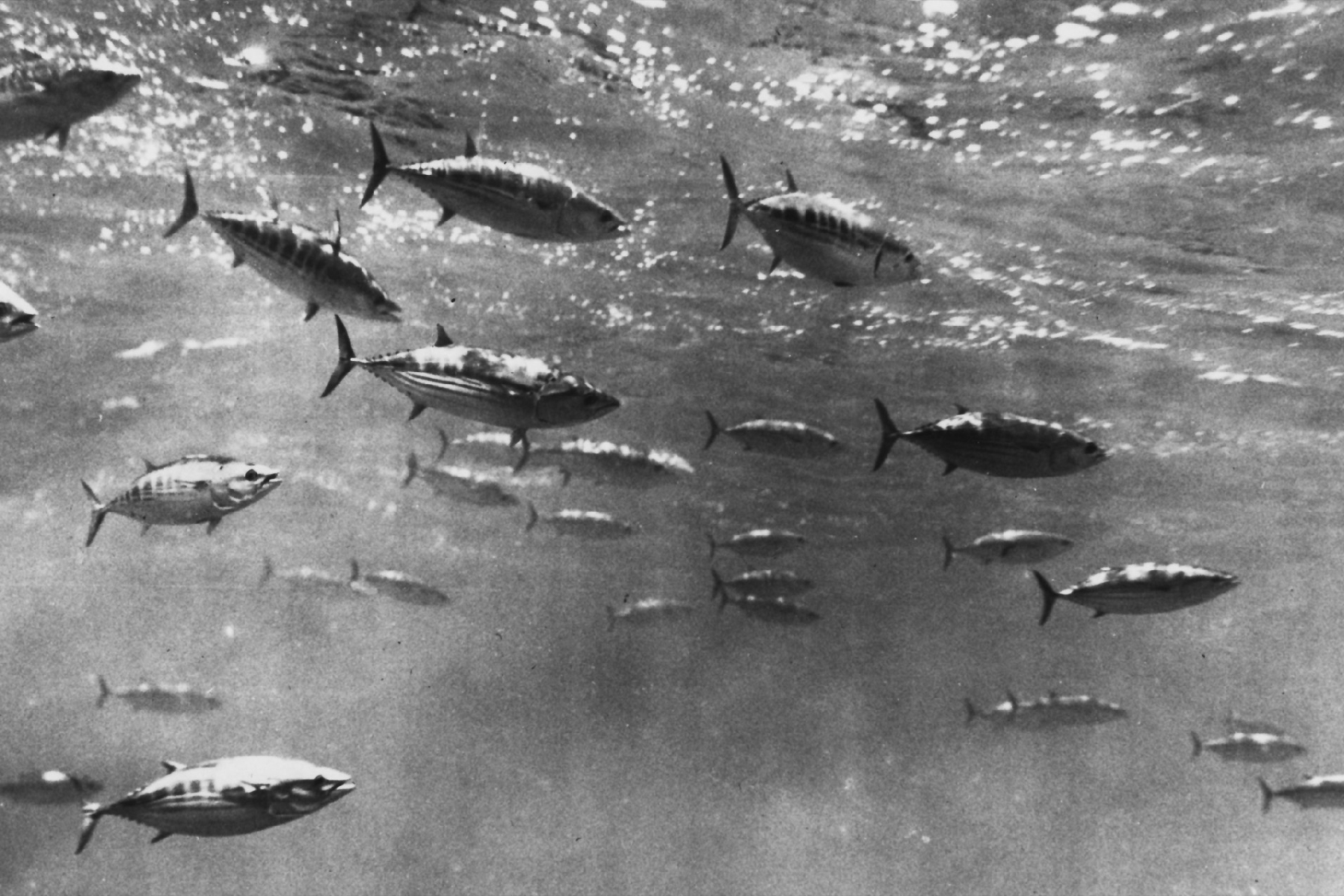
Jeden ze składników diety C. sorrah – bonito (Katsuwonus pelamis)

Głównym pożywieniem tego rekina są małe ryby kostnoszkieletowe takie jak makrelowate (w tym Katsuwonus pelamis), ostrobokowate, ptaszorowate, śledziowate i wiciakowate. Żywi się również  głowonogami, skorupiakami (krewetkami i krabami) oraz mniejszymi rybami kostnoszkieletowymi (w tym Dasyatis pastinaca, Dasyatis zugei i Gymnura micrura). Młode osobniki żywią się głównie krewetkami z rodzaju Squilla i kałamarnicami. Pasożytami C. sorrah są tasiemce (Cathetocephalus australis, Callitetrarhynchus gracilis, Discocephalum pileatus, Mixonybelinia edwinlintoni i Otobothrium carcharidis), widłonogi (Kroyeria elongata, Kroyeria spatulata, Pandarus carcharini, Pandarus niger i Perissopus dentatus) oraz przywry z gatunku Staphylorchis cymatodes. Rekin ten pada niekiedy ofiarą większych rekinów, w szczególności C. tilstoni.

### Cykl życiowy
Podobnie jak inne żarłaczowate, jest żyworodny. U wybrzeży północnej Australii samce osiągają dojrzałość płciową przy długości 90 cm, samice zaś przy po osiągnięciu 95 cm, w wodach Indonezji obie płcie osiągają wiek reprodukcyjny przy długości 110–115 cm. U wybrzeży Indii kopulacja ma miejsce od maja do czerwca, w Zatoce Karpentaria od czerwca do lipca. W tym okresie pobudzone samce uporczywie próbują doprowadzić do kopulacji, często w sposób agresywny, gryząc samicę w okolicy płetwy grzbietowej. Jest to zachowanie typowe dla żarłaczowatych. Kopulacja odbywa się za pomocą pterygopodium, narządu wykształconego z dystalnych fragmentów płetw brzusznych u samców. Ciąża trwa zazwyczaj 10 miesięcy. Embriony w ciele matki zużywają zapasy żółtka z pęcherzyka żółtkowego, który później łączy się ze ścianą macicy, tworząc tzw. łożysko żółciowe, dzięki któremu dostarczane jest pożywianie z organizmu matki. W zależności od położenia geograficznego młode rodzą się od marca do kwietnia (na północy Oceanu Indyjskiego) lub od kwietnia do maja (u wybrzeży Australii i Indonezji). Samica wydaje na świat od 1 do 6 (8) młodych, mierzących około 40–55 cm. Liczba młodych zależy od wielkości matki: czym większa samica, tym większy miot. Przez pierwsze kilka lat młodociane osobniki pozostają w płytkich przybrzeżnych wodach, dużo bezpieczniejszych od otwartej toni głębszych wód. Dzięki temu nie są tak narażone na ataki pelagicznych drapieżników. W pierwszym roku młode rosną o około 20 cm, zwiększając swoją masę dwukrotnie. Samice zachodzą w ciążę co rok lub dwa. Rekiny tego gatunku żyją zazwyczaj do 8 lat, maksymalnie do 9-14 lat.

## Relacje z ludźmi

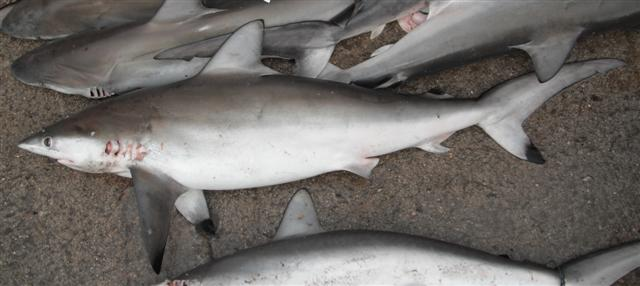
Złowione okazy C. sorrah w Ranong Fishing Port (Tajlandia).

Gatunek ma duże znaczenie gospodarcze. Wielkość przybrzeżnych połowów tego gatunku różni się na poszczególnych obszarach. Ryba poławiana jest za pomocą sieci skrzelowych i specjalnych lin z haczykami. Jest to jeden z najliczniej poławianych gatunków rekinów w wodach północnej Australii – gdzie stanowi 20% rekinich połowów, przy czym jednak liczba wyławianych osobników maleje z roku na rok od lat 80. XX wieku. W Zatoce Karpenteria oraz w wodach Indonezji od 1991 roku wzrosła liczba nielegalnych i nieudokumentowanych połowów. Cenione są jego płetwy, ale również mięso, olej z wątroby i szczęki. Mięso podawane jest świeże lub w formie suszonej lub solonej, płetwy wysyła się do Azji Wschodniej, gdzie stanowią przysmak jako składnik zupy z rekina. Olej z wątroby przerabiany jest na potrzeby przemysłu farmakologicznego. Na szczęki największy popyt jest w Zachodniej Europie oraz Wschodniej Azji, gdzie sprzedawane są jako element dekoracyjny.
Nie jest uważany za gatunek stanowiący zagrożenie dla ludzi.

## Zagrożenia i ochrona
Pomimo dużego wpływu rybołówstwa największym zagrożeniem dla C. sorrah jest zanieczyszczanie i degradacja naturalnych siedlisk, w szczególności płytkich przybrzeżnych obszarów, na których dorastają młode osobniki. U wybrzeży Chin duży wpływ ma śródlądowe zanieczyszczanie wód rzecznych zasilających Morze Wschodniochińskie i Południowochińskie (w szczególności Jangcy i Xi Jiang). W związku z wzrastającym popytem na rekinie płetwy nasilają się również nielegalne, nierejestrowane połowy rekinów, co dotyczy także tego gatunku. Nie jest jednak jasne, czy zmniejszone i malejące połowy C. sorrah wynikają z przełowienia.
Gatunek ten chroniony jest prawnie u wybrzeży Omanu (w tym w Zatoce Omańskiej) oraz w Zatoce Perskiej z uwagi na niską liczebność miejscowych populacji. Międzynarodowa Unia Ochrony Przyrody (IUCN) uznała, że jest to gatunek bliski zagrożenia (NT).